# Кирхбах, Гуго Эвальд фон
Гу́го Э́вальд фон Ки́рхбах (нем. Hugo Ewald von Kirchbach; 23 мая 1809; Сьрода-Слёнска — 6 октября 1887; Ниски) — граф (с 1880 года), прусский генерал, участвовал в войнах 1864, 1866 и 1870—1871 годов.
Во время осады Парижа занимал важнейшую часть германской линии, против Мон-Валериен, от Буживаля до Сен-Клу. Отбил сильный приступ.
Награды
- Прусский орден Чёрного орла (18 сентября 1875)
- Прусский орден Красного орла, большой крест с дубовыми листьями (27 марта 1873)
- Прусский орден Красного орла 4-й степени с мечами (1848)
- Прусский орден «Pour le Mérite» (1866)
- Дубовые листья к прусскому орден «Pour le Mérite» (1871)
- Прусский орден Святого Иоанна Иерусалимского
- Баварский Военный орден Максимилиана Иосифа, командорский крест (1871)
- Вюртембергский орден «За военные заслуги», большой крест (1871)
- Саксонский орден Альбрехта, большой крест (14 октября 1873)
- Русский орден Святого Георгия 3-й степени (27 декабря 1870)
- Русский орден Святого Александра Невского (15 января 1874)

Отец военачальника генерал-полковника Гюнтера фон Кирхбаха.